# The Man Who Knew Infinity (filme)
The Man Who Knew Infinity (bra O Homem Que Viu o Infinito) é um filme britânico de 2015, do gênero drama biográfico dirigido por Matt Brown,, com roteiro baseado na obra The Man Who Knew Infinity, com a história de vida de Srinivasa Ramanujan.

## Elenco
- Dev Patel
- Jeremy Irons
- Jeremy Northam
- Kevin McNally
- Shazad Latif
- Stephen Fry
- Toby Jones